# Pozdravljena Slovenija
Pozdravljena Slovenija je album Papirniškega pihalnega orkestra Vevče, ki je izšel na glasbeni kaseti leta 1991 pri založbi Helidon.

## O albumu
Album nosi naslov po istoimenski uvodni koračnici (posnetek A1) skladatelja Vinka Štrucla.
Na ovitku je slika orkestra v Papirnici Vevče.

## Seznam posnetkov
Avtor vseh skladb je Vinko Štrucl.
| Stran A | Stran A                              | Stran A |
| Št.     | Naslov                               | Dolžina |
| ------- | ------------------------------------ | ------- |
| 1.      | „Pozdravljena Slovenija‟ (koračnica) | 2:13    |
| 2.      | „Nagajivi klarineti‟ (valček)        | 3:22    |
| 3.      | „Planinska koračnica‟ (koračnica)    | 2:23    |
| 4.      | „V sončni dan‟ (polka)               | 3:36    |
| 5.      | „Z lova‟ (valček)                    | 3:07    |
| 6.      | „Po Savci po Dravci‟ (polka)         | 3:00    |

| Stran B         | Stran B                           | Stran B |
| Št.             | Naslov                            | Dolžina |
| --------------- | --------------------------------- | ------- |
| 1.              | „Bohinjska koračnica‟ (koračnica) | 3:56    |
| 2.              | „Na gasilski veselici‟ (valček)   | 2:43    |
| 3.              | „Fantovska koračnica‟ (koračnica) | 2:37    |
| 4.              | „Luštno je na deželi‟ (valček)    | 3:00    |
| 5.              | „Tinka Tonka‟ (polka)             | 2:05    |
| 6.              | „Encijan‟ (koračnica)             | 3:18    |
| Skupna dolžina: | Skupna dolžina:                   | 40:00   |

## Sodelujoči

### Papirniški pihalni orkester Vevče
- Jože Hriberšek – dirigent

### Produkcija
- Vilko Ovsenik – glasbeni urednik
- Dečo Žgur – glasbeni producent
- Zoran Ažman – tonski mojster
- Cole Moretti – tonski asistent
- Abdrej Semolič – tonski asistent
- Zlatko Drčar – design
- Drago Kacijan – tisk